# Храм Баала в Пальмире
Храм Баала в Пальмире — храм, посвящённый местному верховному богу Баалу, входил в состав комплекса руин древнего сирийского города Пальмиры, являлся главной святыней города. Храм представлял собой своеобразный гибрид восточной и античной архитектур: планировка была выполнена в стиле храмов Ближнего Востока, а фасады — по образцу греческих и римских храмов. Построен в 32 году нашей эры (одно из самых древних сооружений города).
30 августа 2015 боевики радикальной террористической группировки Исламское государство произвели взрыв на территории Храма, разрушив его центральное строение практически полностью.

## Экстерьер
Храм Баала был расположен в центре обширного открытого двора святилища. Святилище располагалось на высокой террасе площадью 64 050 м², окружённой стенами из каменных блоков. Стены украшали небольшие колонны. Двор со всех сторон окружали крытые портики, опиравшиеся на два ряда колонн. С западной стороны находились главные ворота, украшенные скульптурами и пропилеями.

### Главный храм святилища Баала
Располагался на ступенчатом основании, центральное помещение прямоугольной формы было окружено со всех сторон колоннадой, при этом на торцах здания — в два ряда. Центральный вход в храм находился не с торцовой, как это было принято в античных храмах, а с продольной стороны. Вход выделен мощными пилонами, покрытыми каменными рельефами.

## Интерьер

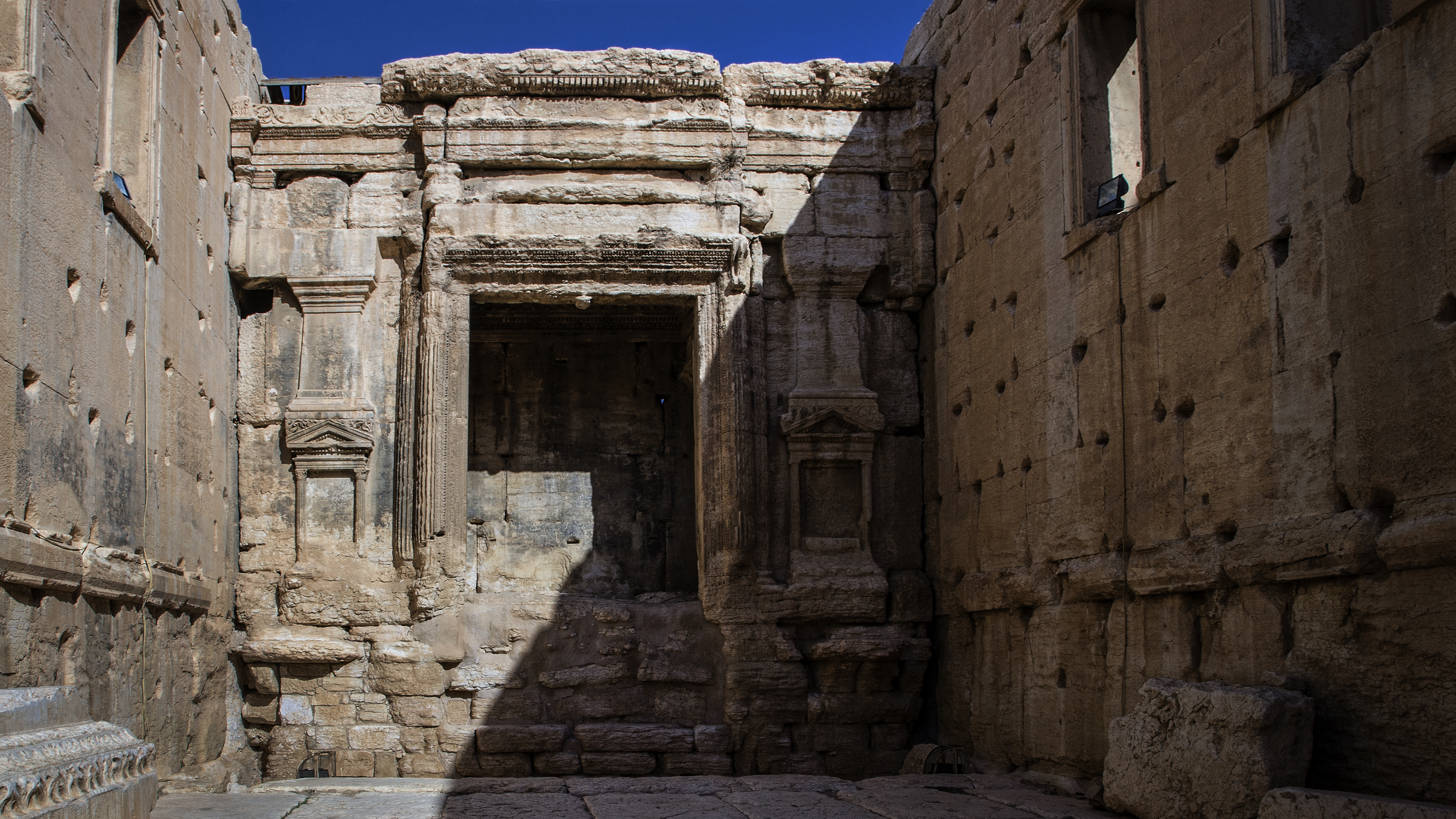
Внутренний зал.

Внутреннее пространство главного храма представляло собой большой зал, не разделённый никакими колоннадами или стенами. Свет в него проникал через расположенные почти под самой кровлей прямоугольные окна. В центре торцовых стен сохранялись огромные ниши, в которых когда-то находились статуи богов. Раньше храм был покрыт плоской кровлей, но к моменту окончательного разрушения от неё ничего не осталось, сохранялись лишь остатки ведущих на крышу угловых лестниц.

## Галерея

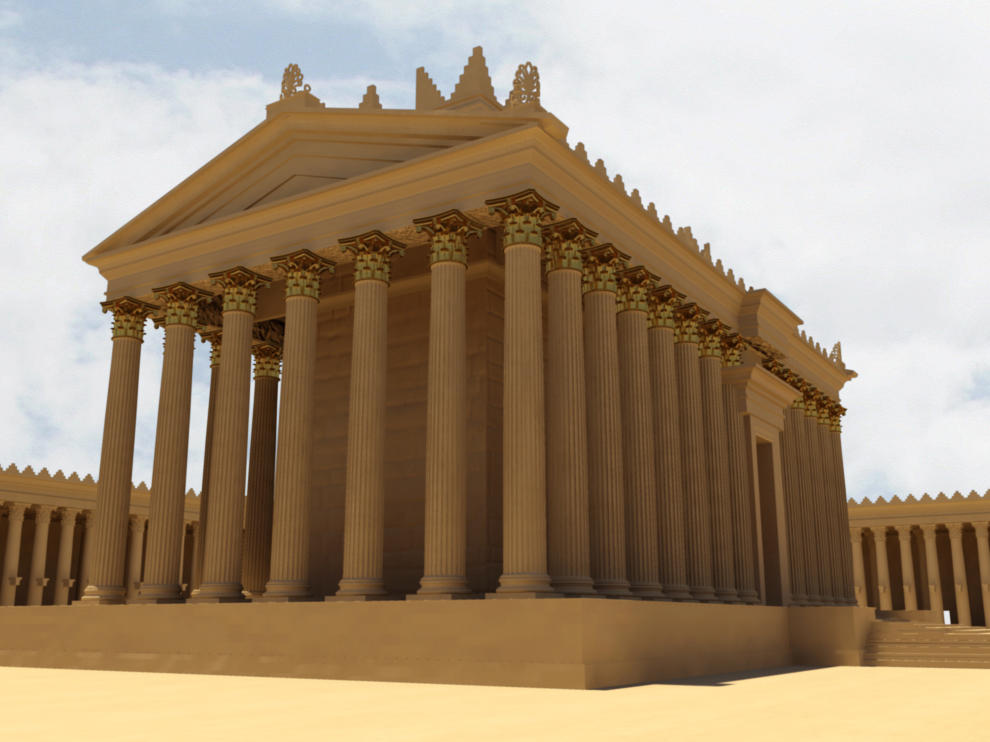
Реконструкция храма
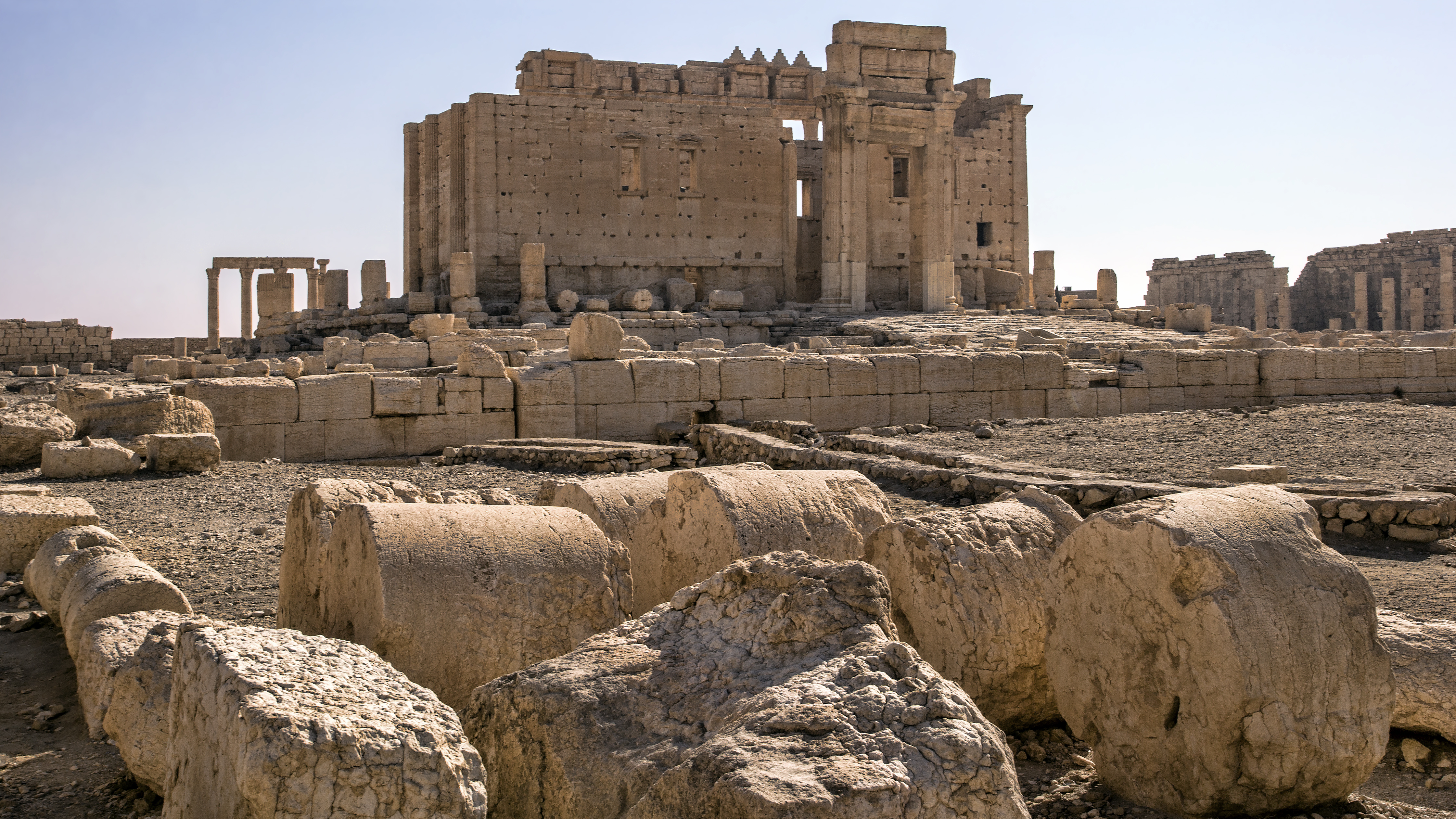
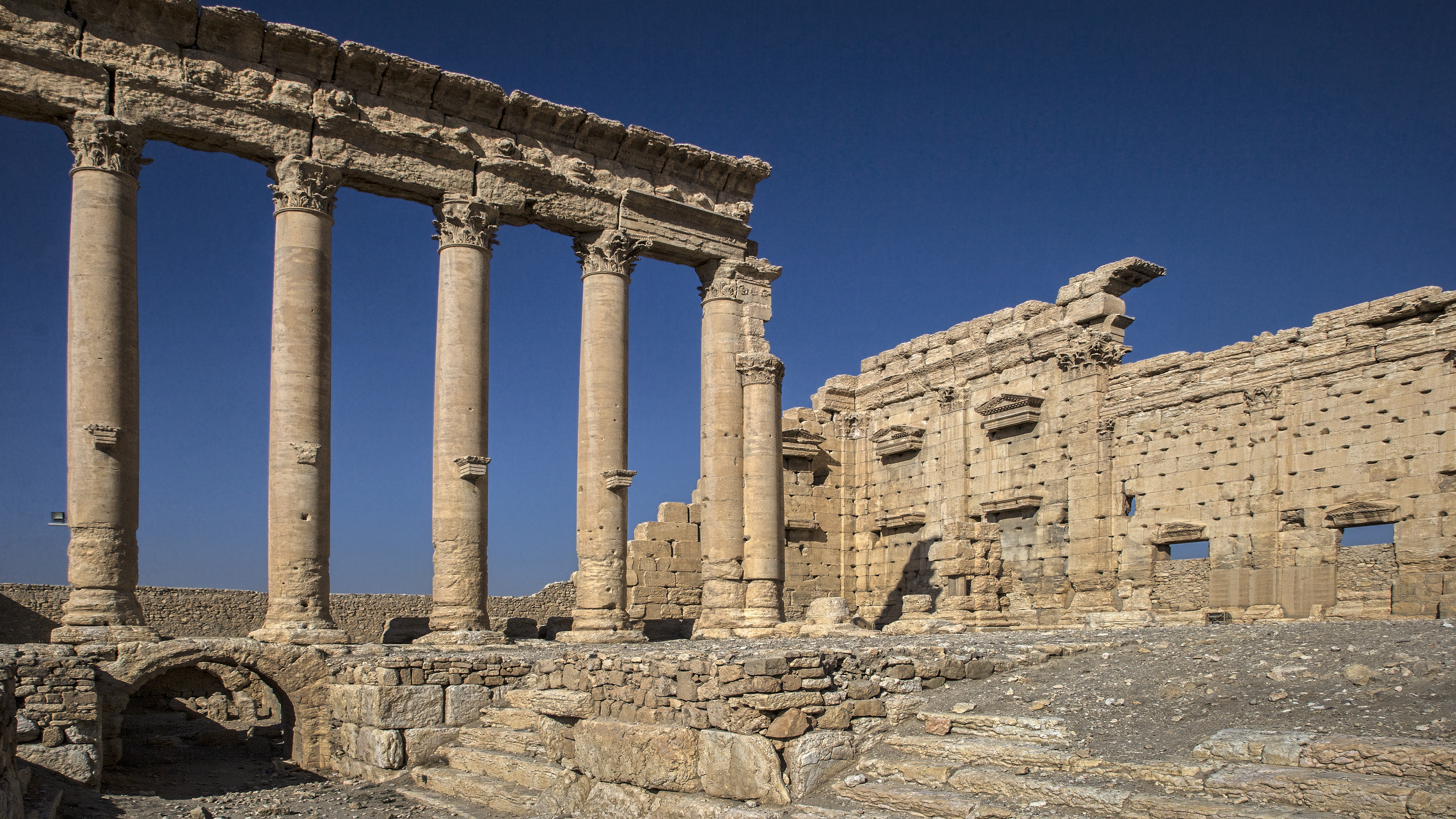
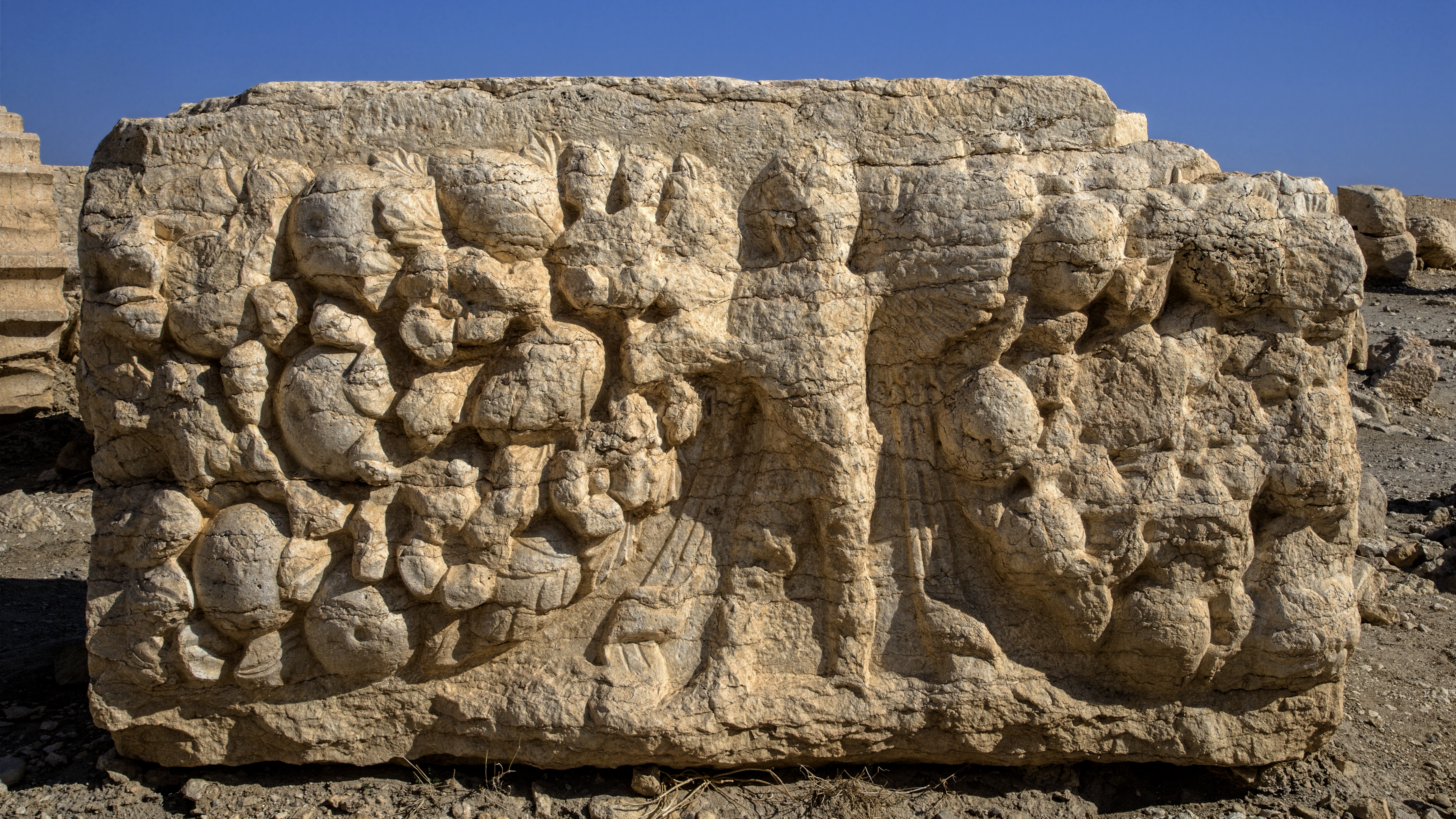
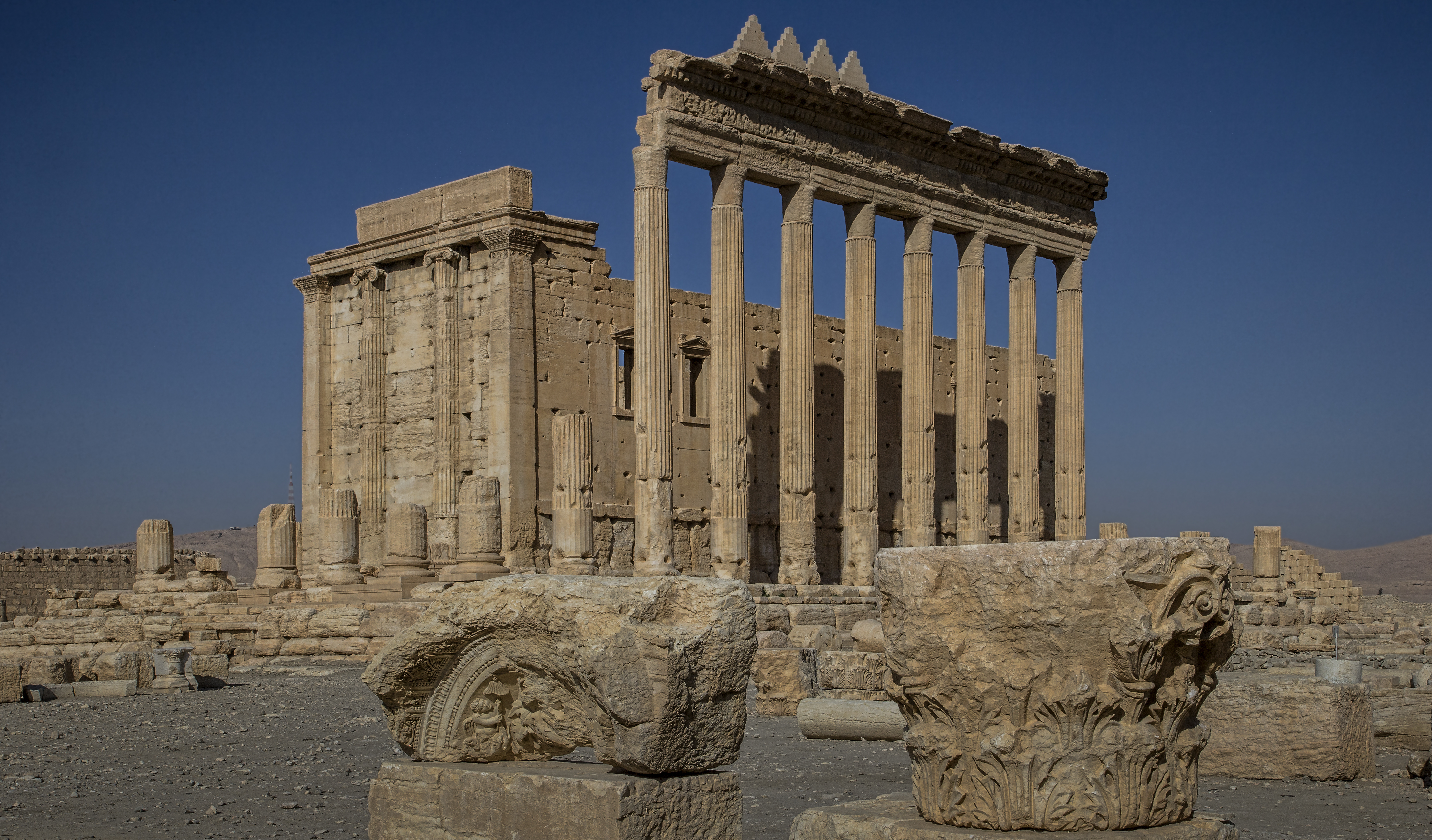
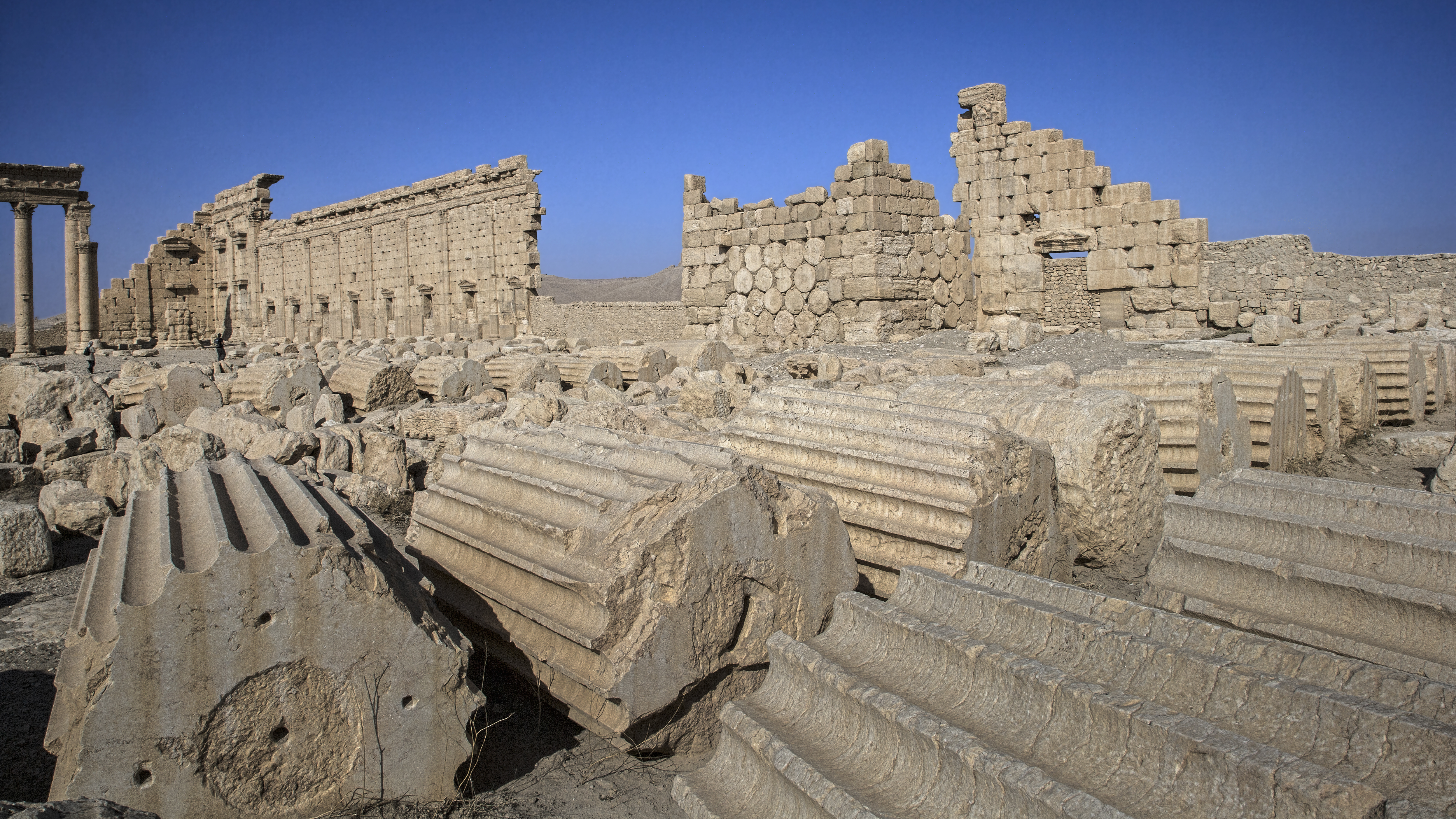
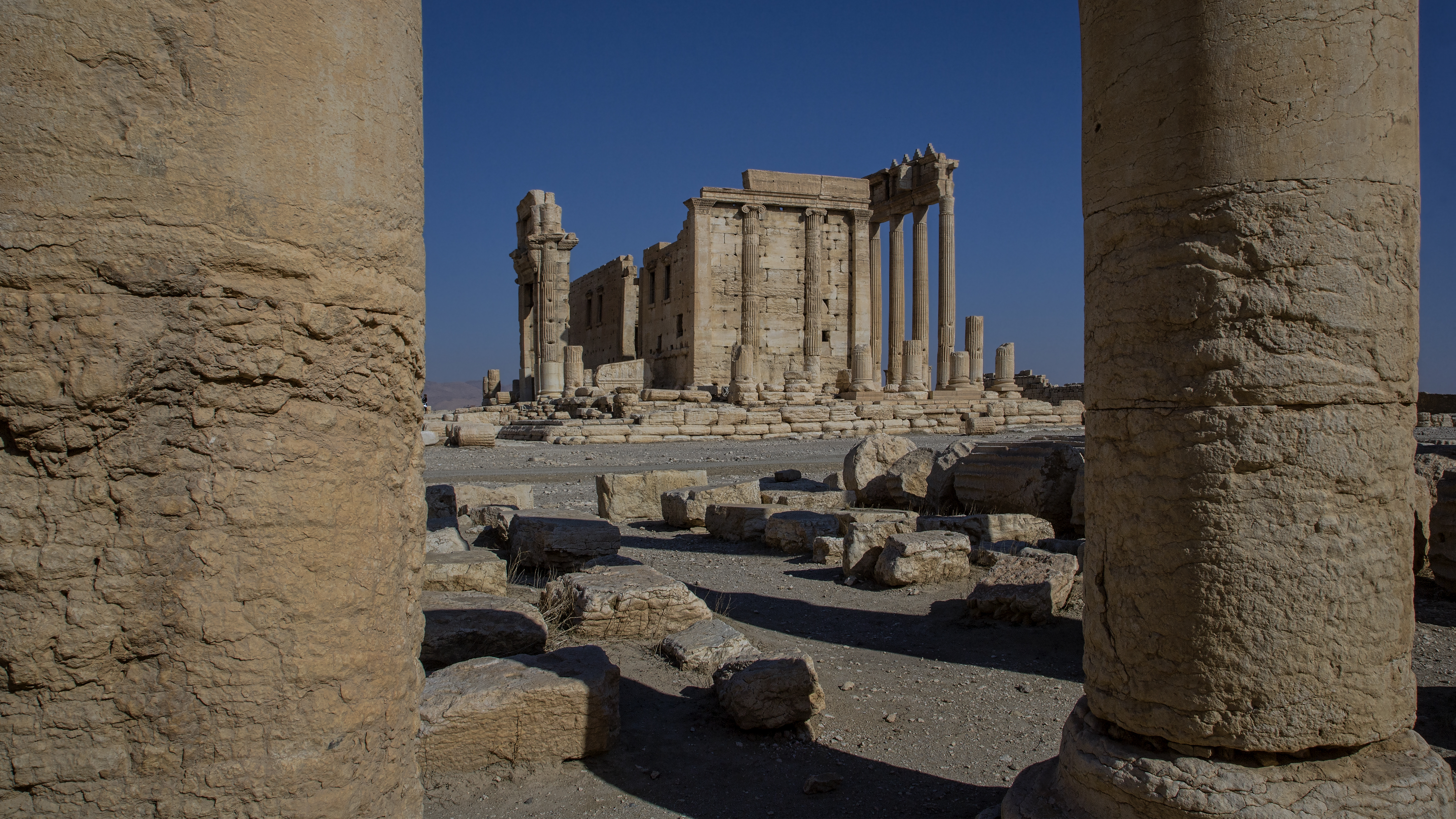
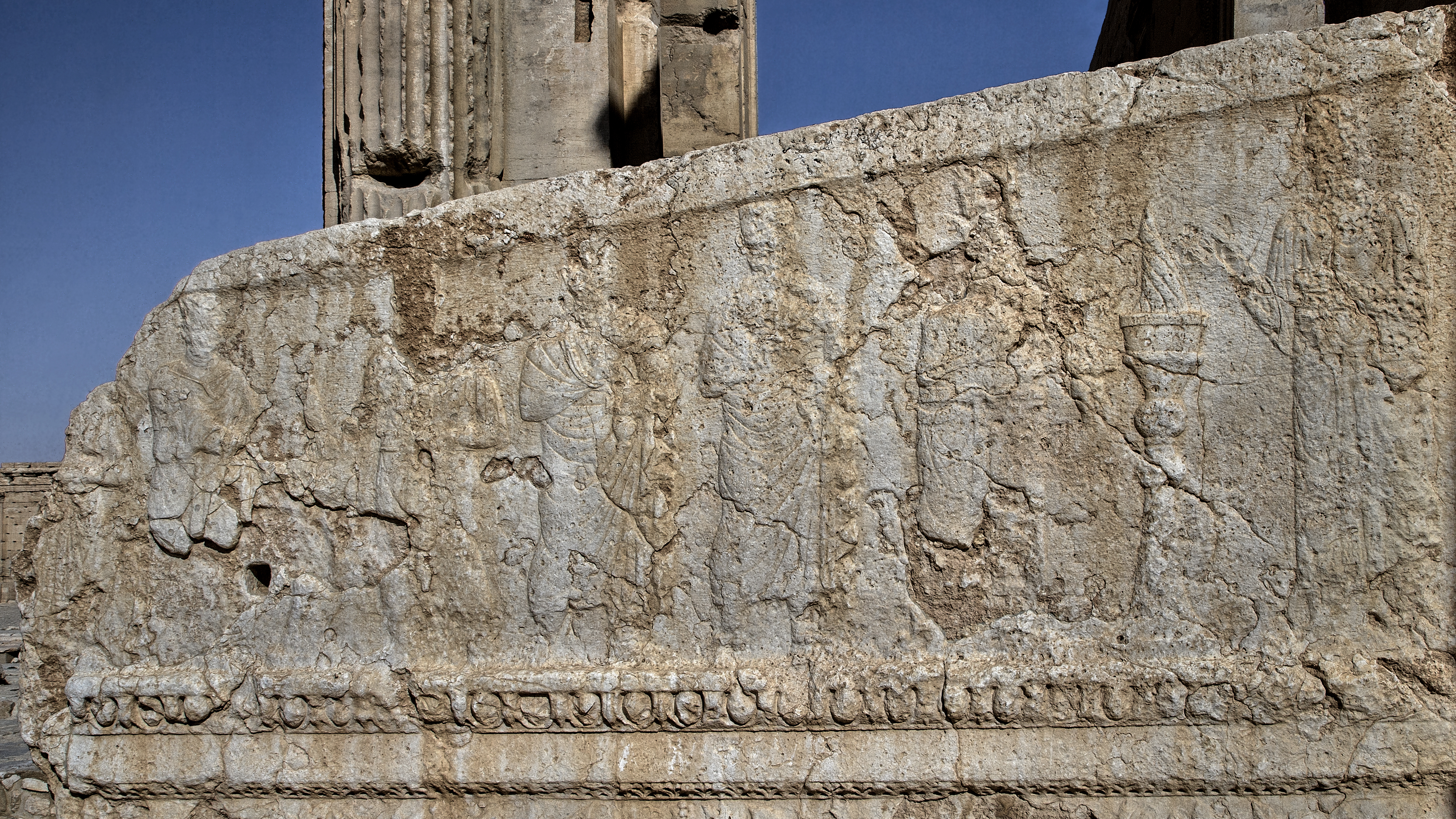
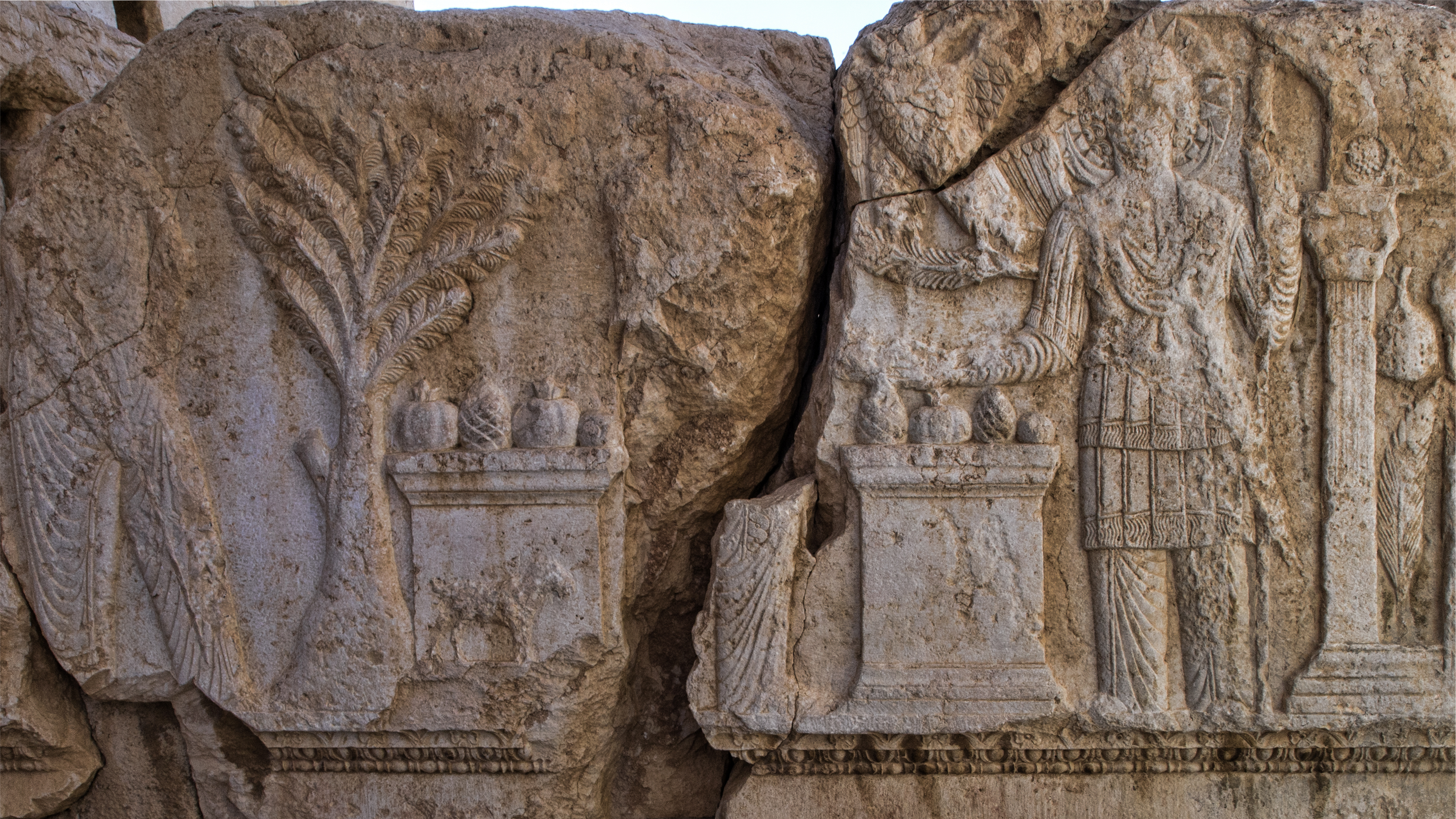
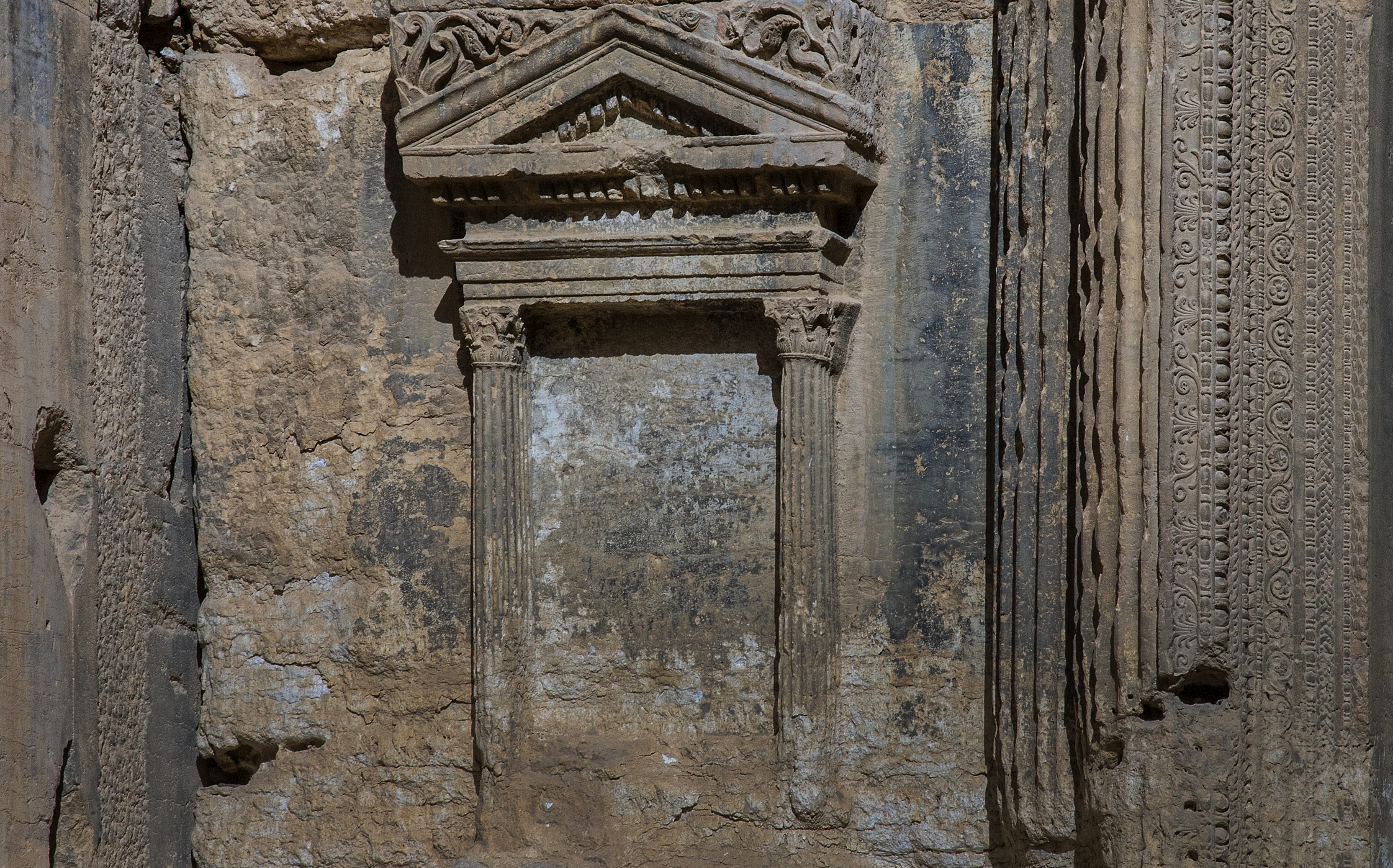